# Lovelytheband
Lovelytheband è un gruppo musicale statunitense formatosi nel 2016. È costituito dai musicisti Mitchy Collins, Jordan Greenwald e Sam Price.

## Storia del gruppo
Il gruppo è salito alla ribalta col singolo Broken, certificato triplo platino dalla Recording Industry Association of America, doppio platino dalla Music Canada e primo ingresso in top forty nella Billboard Hot 100.
Lovelytheband è stato premiato con l'iHeartRadio Music Award al miglior nuovo artista rock/alternativo del 2019. L'anno successivo viene pubblicato Conversations with Myself About You, disco a cui ha fatto seguito If We're Being Honest (2023). L'anno successivo hanno avviato il Here's Your Flowers Tour.

## Formazione
- Mitchy Collins
- Jordan Greenwald
- Sam Price

## Discografia

### Album in studio
- 2018 – Finding It Hard to Smile
- 2020 – Conversations with Myself About You
- 2023 – If We're Being Honest

### EP
- 2017 – Everything I Could Never Say..

### Singoli
- 2017 – Broken
- 2020 – Loneliness for Love
- 2020 – Waste
- 2020 – I Should Be Happy
- 2020 – Heartbreak of America
- 2021 – Buzz Cut (feat. MisterWives)
- 2021 – Games (con Tessa Violet)
- 2021 – The Idea of You (con Grady)
- 2022 – Sail Away
- 2024 – Take Me to the Moon
- 2024 – Nice to Know You
- 2024 – Rock Bottom
- 2024 – Feel like Summer
- 2024 – Tomorrow (Angle of Eternity) (con Jagwar Twin)

## Tournée
- 2018 – Broken like Me Tour
- 2019 – Finding It Hard to Smile Tour
- 2024 – Here's Your Flowers Tour